# Fleur double

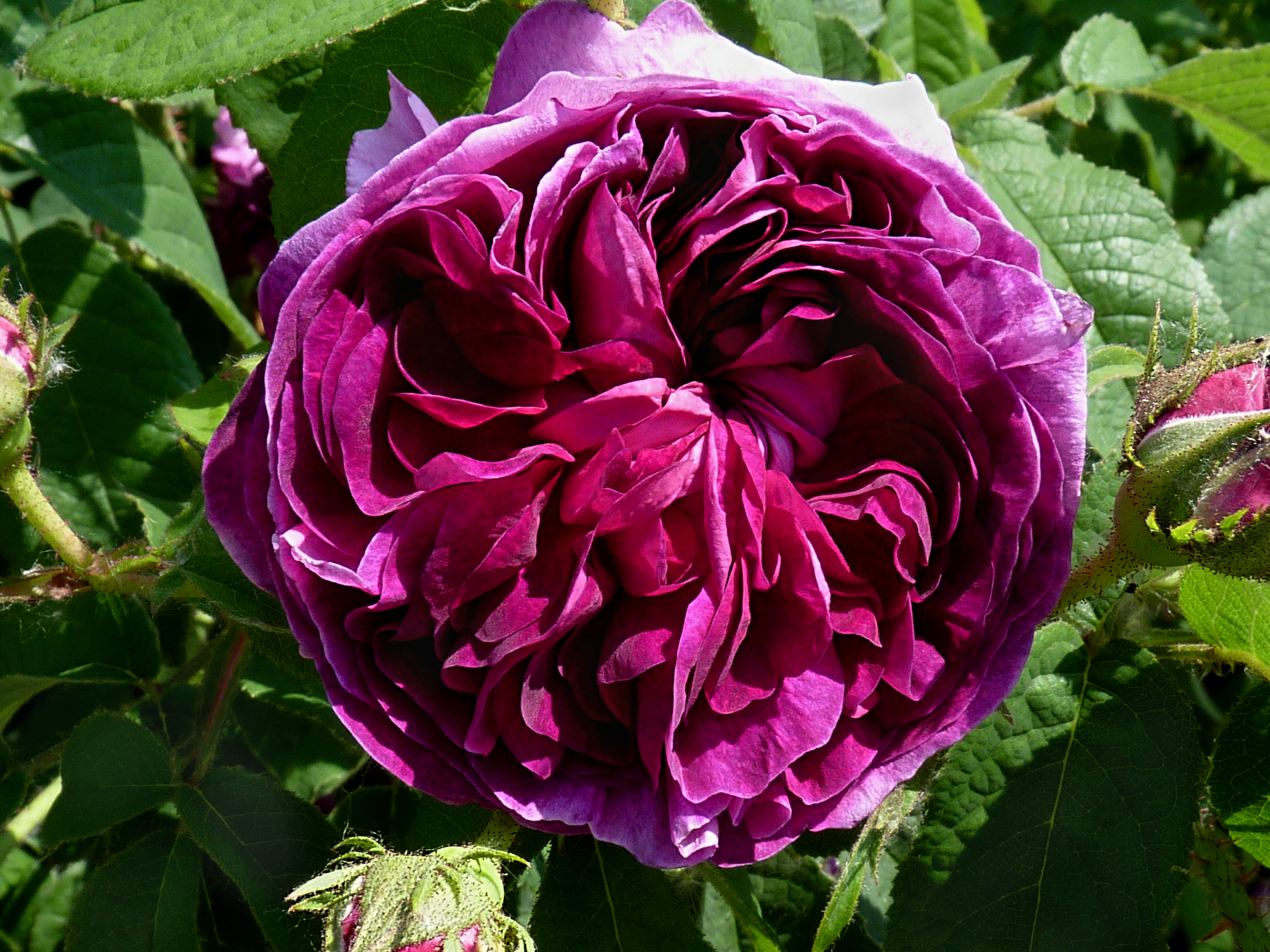
Rosier à fleurs doubles (plus de 30 pétales).

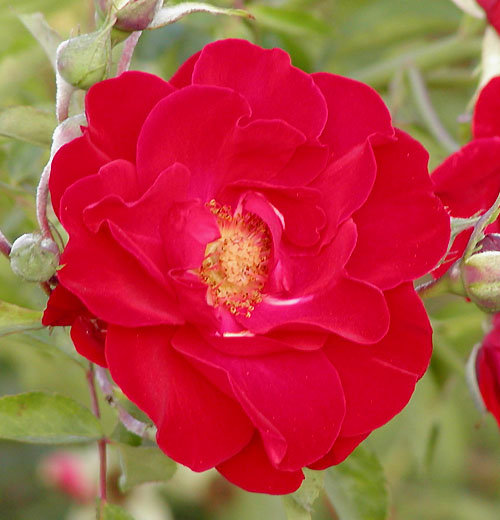
Rosier à fleurs semi-doubles (une quinzaine de pétales).

En botanique, l'expression « fleur double » désigne les variétés de plantes dont les fleurs comptent de très nombreux pétales, leur nombre pouvant être largement supérieur au nombre caractéristique de l'espèce en question.
La désignation « fleur double » ne marque pas qu'une simple duplication du nombre des pétales, mais une multiplication quelconque: le nombre des pétales peut être double, triple, voire quadruple de la fleur simple.  Dans une fleur double, les pétales ne se multiplient cependant pas au point d'étouffer la fructification ; lorsque les pétales trop multipliés font disparaître les étamines et avorter le germe, la fleur est plutôt désignée comme une fleur pleine.
Chez les Astéracées, l'expression fleur double désigne un changement des fleurs tubulées en fleurs ligulées.

## Origine

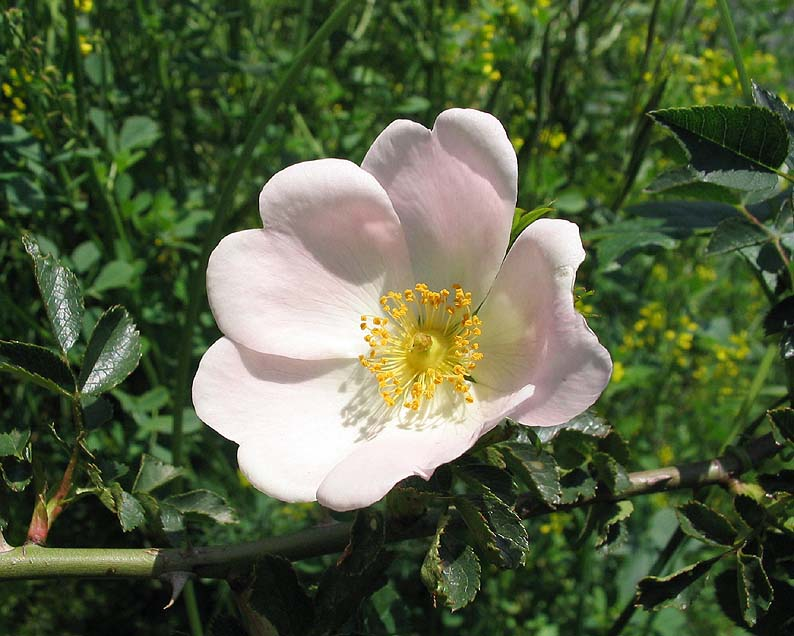
Églantier à fleurs simples (Rosa canina).

Ces pétales surnuméraires proviennent de la transformation de la totalité des étamines en pétales, ce qui rend la fleur stérile. On parle de fleur "semi-double", lorsque seule une partie des étamines se transforme en pétales.
Le caractère « fleur double » s'exprime dans le nom scientifique des variétés par l'abréviation fl. pl. (flore pleno, qui signifie « pleine floraison »).
C'est la première anomalie qui ait été documentée chez les fleurs et l'un des caractères parmi les plus populaires de nombreuses plantes ornementales, telles la rose, le camellia et l'œillet.

## Typologie
Concernant les rosiers, les fleurs sont généralement désignées comme simples, semi-doubles, doubles ou très doubles, cette dénomination étant fonction du nombre de pétales constituant la rose. Toutefois, certains auteurs présentent diverses divisions. Fortin (1991) définit trois groupes, soit les rosiers à fleurs simples (cinq pétales), à fleurs semi-doubles (dix à 20 pétales) et à fleurs 
doubles (plus de 20 pétales). En revanche, Han et al. (2002) constituent quatre groupes : les rosiers à fleurs simples (moins de huit pétales), semi-doubles (huit à 20 pétales), moyennement doubles (21 à 40 pétales) et pleinement doubles (plus de 40 pétales). Lammerts (1945), pour sa part, divise le tout en cinq groupes, les fleurs à cinq pétales (simples), sept à dix, 15 à 25, 30 à 50, et 80 pétales et plus (très doubles).

## Reproduction
Les cultivars à fleurs doubles sont en général quasi stériles. En effet, plus une fleur est double, moins elle a d'étamines et donc moins elle a de chance de donner des fruits. Cependant, les plantes totalement stériles sont rares.
Le plus souvent, on choisit donc de propager les plantes à fleurs doubles par voie asexuée (boutures, greffes, etc). Dans les rares cas où ces plantes produisent des graines, la descendance n'est pas uniforme pour le caractère « fleur double ».

## Galerie

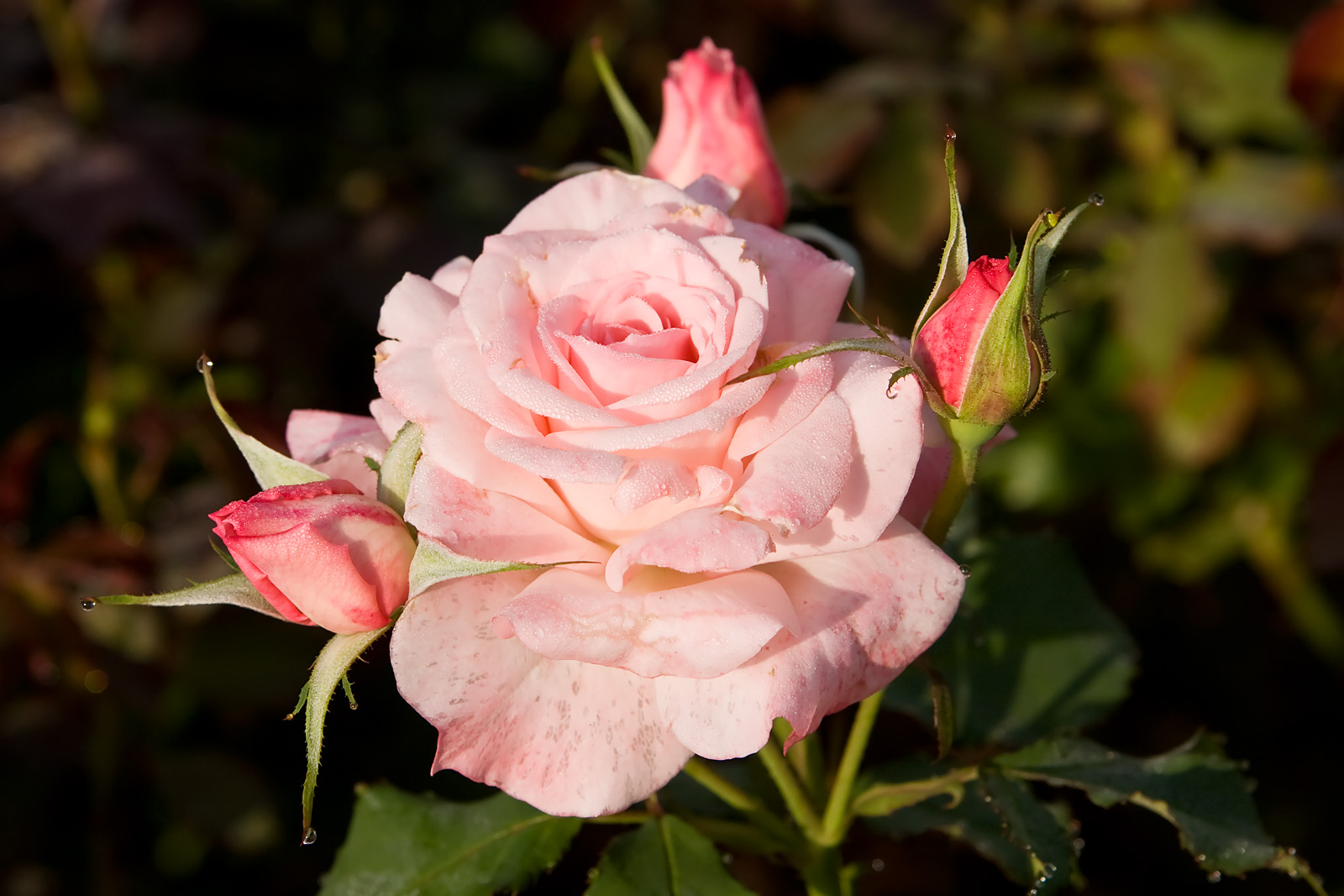
La majorité des roses modernes sont à fleurs doubles.
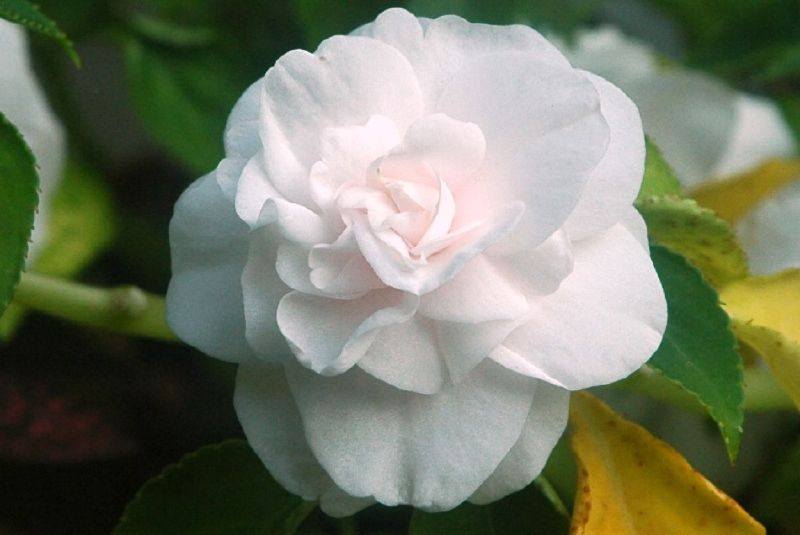
Variété à fleurs doubles d'Impatiens walleriana.
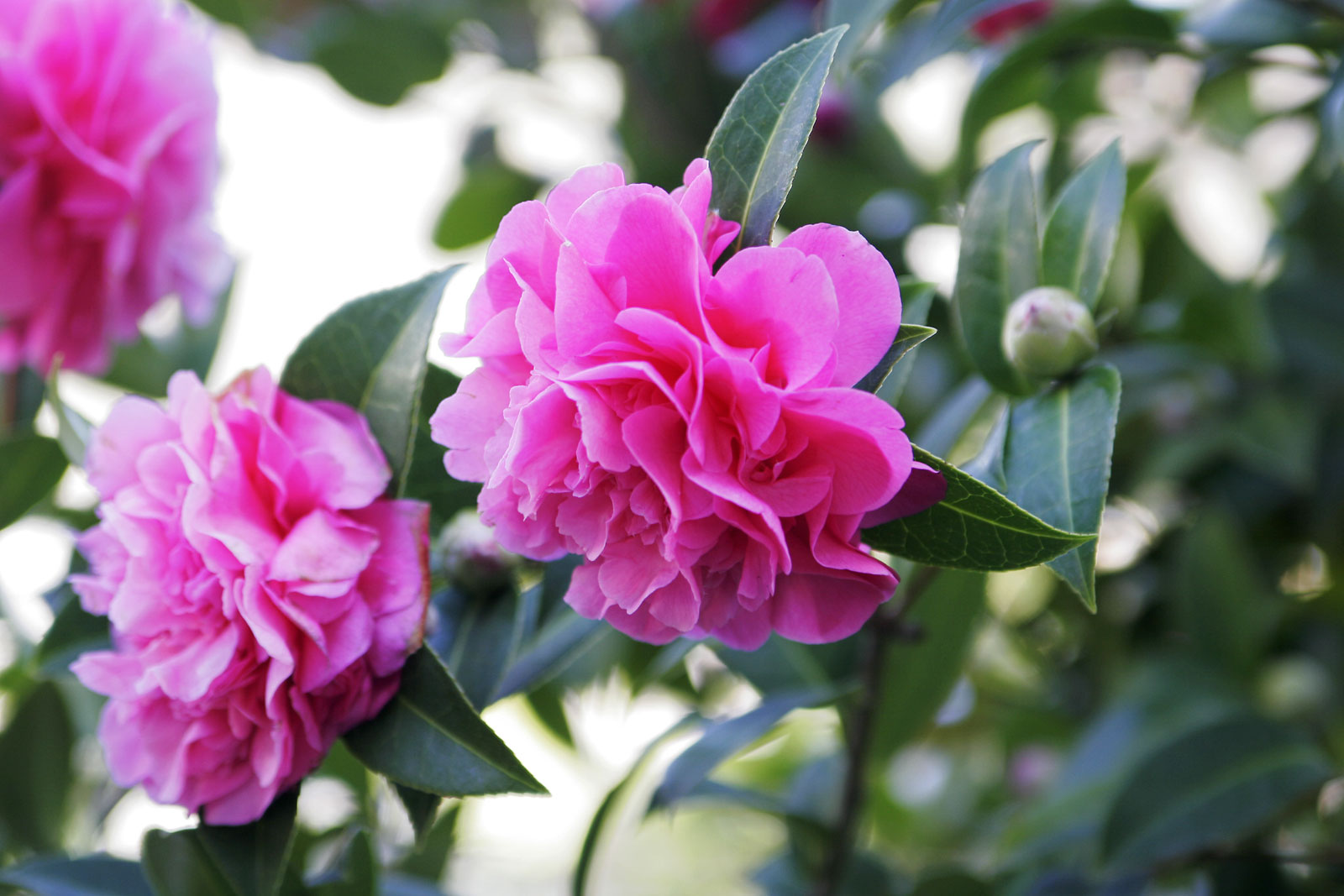
Camellia à fleur double.
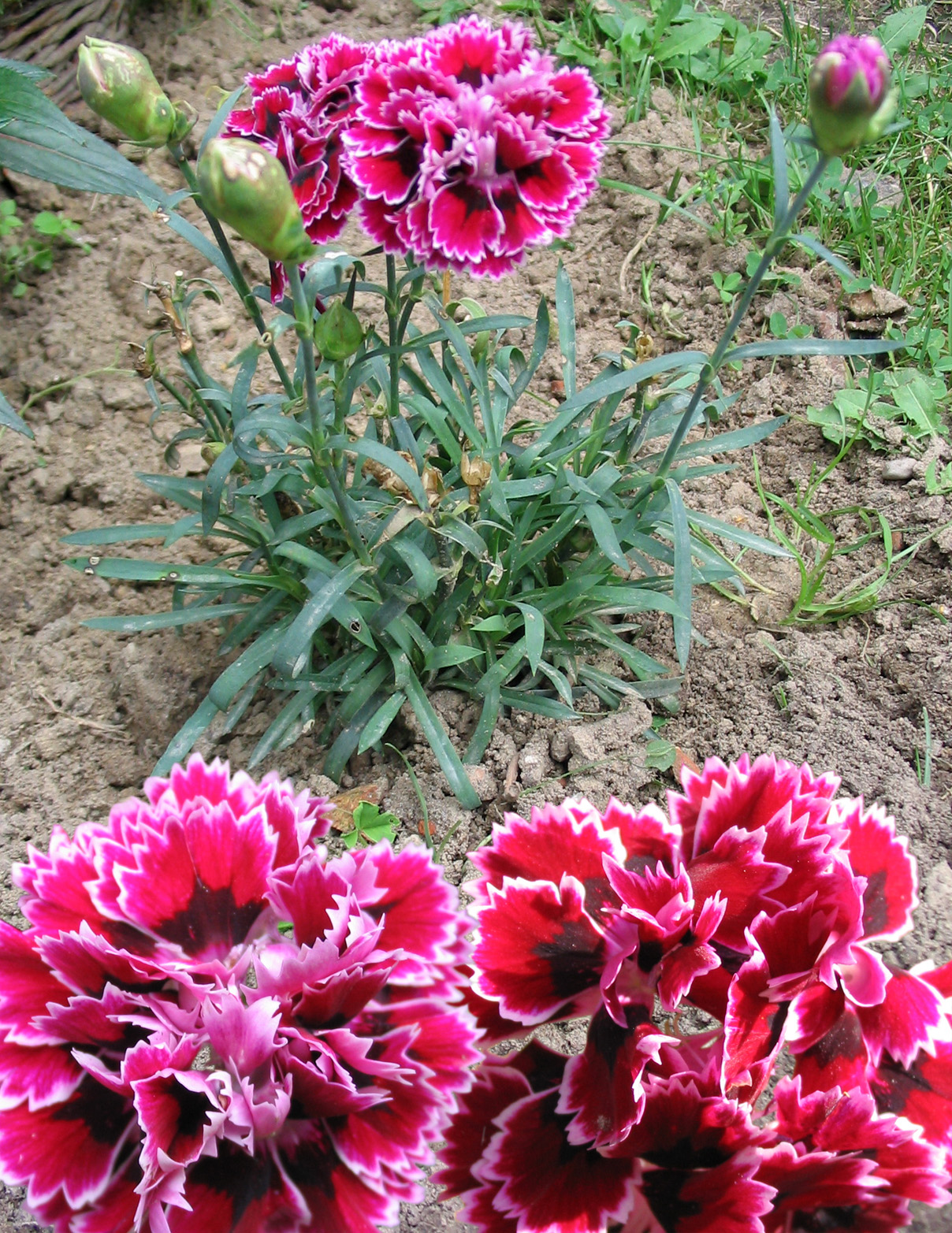
Œillet à fleur double.
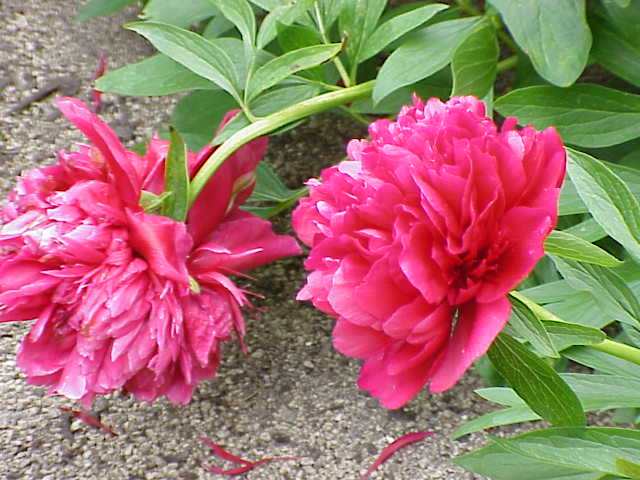
Pivoine à fleur double.
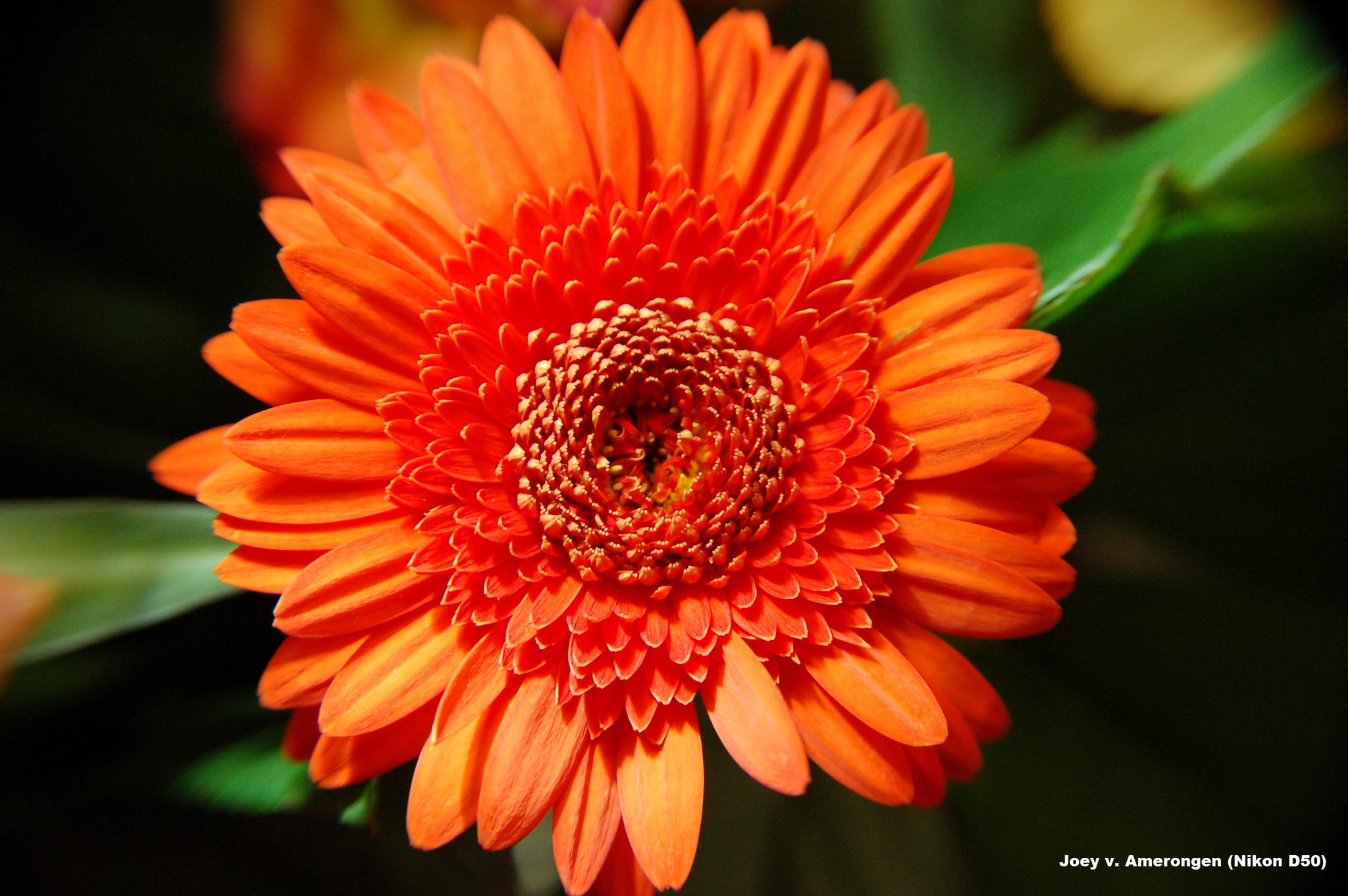
Une Astéracée à fleur double (Gerbera).